# El Refugio, Tapachula
El Refugio är en ort i Mexiko.   Den ligger i kommunen Tapachula och delstaten Chiapas, i den sydöstra delen av landet, 900 km sydost om huvudstaden Mexico City. El Refugio ligger 1 343 meter över havet och antalet invånare är 230.
Terrängen runt El Refugio är bergig åt nordost, men åt sydväst är den kuperad. Runt El Refugio är det ganska tätbefolkat, med 179 invånare per kvadratkilometer. Närmaste större samhälle är Cacahoatán, 15,8 km söder om El Refugio. I omgivningarna runt El Refugio växer i huvudsak städsegrön lövskog.